# Jasmin Open 2023 - Qualificazioni singolare
Le qualificazioni del singolare femminile del Jasmin Open 2023 sono state un torneo di tennis preliminare per accedere alla fase finale della manifestazione. Le vincitrici dell'ultimo turno sono entrate di diritto nel tabellone principale. In caso di ritiro di una o più giocatrici aventi diritto a queste sono subentrati le lucky loser, ossia le giocatrici che hanno perso nell'ultimo turno ma che avevano una classifica più alta rispetto alle altre partecipanti che avevano comunque perso nel turno finale.

## Teste di serie
1. Sachia Vickery (ultimo turno)
2. Katarina Zavac'ka (qualificata)
3. Elsa Jacquemot (ultimo turno)
4. Iryna Šymanovič (spostata nel tabellone principale)

1. Carole Monnet (ultimo turno)
2. Chloé Paquet (qualificata)
3. Natalija Stevanović (ultimo turno)
4. Alex Eala (qualificata)

## Qualificate
1. Chloé Paquet
2. Katarina Zavac'ka

1. Alex Eala
2. Camilla Rosatello

## Tabellone

### Sezione 1
|  | Primo turno | Primo turno      | Primo turno      | Primo turno | Primo turno |  |  | Ultimo turno | Ultimo turno   | Ultimo turno | Ultimo turno | Ultimo turno |  |
|  |             |                  |                  |             |             |  |  |              |                |              |              |              |  |
|  | 1           | Sachia Vickery   | Sachia Vickery   | 6           | 6           |  |  |              |                |              |              |              |  |
|  |             | Anna Sisková     | Anna Sisková     | 3           | 4           |  |  | 1            | Sachia Vickery | 7            | 3            | 0r           |  |
|  |             | Çağla Büyükakçay | Çağla Büyükakçay | 4           | 4           |  |  | 6            | Chloé Paquet   | 64           | 6            | 2            |  |
|  | 6           | Chloé Paquet     | Chloé Paquet     | 6           | 6           |  |  |              |                |              |              |              |  |

### Sezione 2
|  | Primo turno | Primo turno          | Primo turno         | Primo turno | Primo turno |  |  | Ultimo turno | Ultimo turno        | Ultimo turno        | Ultimo turno | Ultimo turno |  |
|  |             |                      |                     |             |             |  |  |              |                     |                     |              |              |  |
|  | 2           | Katarina Zavac'ka    | 3                   | 6           | 6           |  |  |              |                     |                     |              |              |  |
|  |             | Despoina Papamichaīl | 6                   | 2           | 4           |  |  | 2            | Katarina Zavac'ka   | Katarina Zavac'ka   | 6            | 6            |  |
|  | WC          | Chiraz Bechri        | Chiraz Bechri       | 0           | 1           |  |  | 7            | Natalija Stevanović | Natalija Stevanović | 4            | 4            |  |
|  | 7           | Natalija Stevanović  | Natalija Stevanović | 6           | 6           |  |  |              |                     |                     |              |              |  |

### Sezione 3
|  | Primo turno | Primo turno               | Primo turno               | Primo turno | Primo turno |  |  | Ultimo turno | Ultimo turno   | Ultimo turno | Ultimo turno | Ultimo turno |  |
|  |             |                           |                           |             |             |  |  |              |                |              |              |              |  |
|  | 3           | Elsa Jacquemot            | Elsa Jacquemot            | 6           | 6           |  |  |              |                |              |              |              |  |
|  |             | Irene Burillo Escorihuela | Irene Burillo Escorihuela | 3           | 4           |  |  | 3            | Elsa Jacquemot | 1            | 7            | 1            |  |
|  | WC          | Feryel Ben Hassen         | Feryel Ben Hassen         | 1           | 0           |  |  | 8            | Alex Eala      | 6            | 5            | 6            |  |
|  | 8           | Alex Eala                 | Alex Eala                 | 6           | 6           |  |  |              |                |              |              |              |  |

### Sezione 4
|  | Primo turno | Primo turno        | Primo turno        | Primo turno | Primo turno |  |  | Ultimo turno | Ultimo turno      | Ultimo turno | Ultimo turno | Ultimo turno |  |
|  |             |                    |                    |             |             |  |  |              |                   |              |              |              |  |
|  | Alt         | Conny Perrin       | 2                  | 6           | 1           |  |  |              |                   |              |              |              |  |
|  |             | Camilla Rosatello  | 6                  | 3           | 6           |  |  |              | Camilla Rosatello | 4            | 6            | 6            |  |
|  |             | Weronika Falkowska | Weronika Falkowska | 1           | 3           |  |  | 5            | Carole Monnet     | 6            | 4            | 1            |  |
|  | 5           | Carole Monnet      | Carole Monnet      | 6           | 6           |  |  |              |                   |              |              |              |  |